# チャイナ・アンセンサード
チャイナ・アンセンサード（英: China Uncensored、中: 中国解密、越: Trung Quốc không kiểm duyệt） は、新興宗教であり中国で弾圧を受けているともされる法輪功のメディア企業である新唐人電視台が運営している中国のデリケートな政治問題に焦点を当てた風刺的なYouTubeチャンネル。シリーズのホストはクリス・チャペル (英語: Chris Chappell)。
2017年4月、 Apple TVは現地の法律を理由とし、中国での《チャイナ・アンセンサード》を一時的にブロックし、香港と台湾での番組もブロックした 。